# Ludwig Moroder

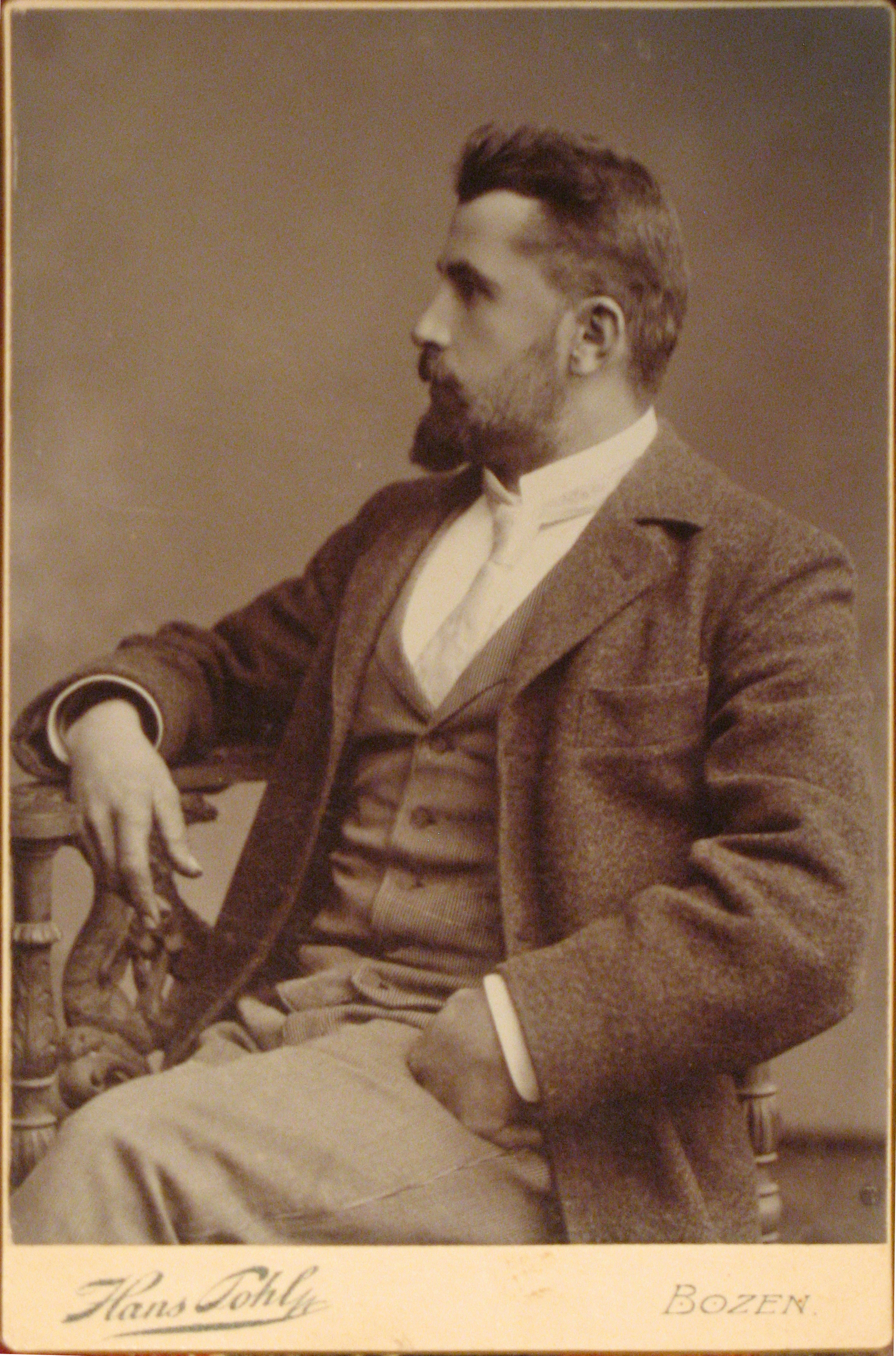
Ludwig Moroder im Alter von 20 Jahren

Ludwig Moroder, auch Ludwig Moroder-Lenert, Ludwig Moroder dl Mëune oder Lodovico Moroder genannt, (* 7. November 1879 in St. Ulrich in Gröden; † 10. August 1953 ebenda) war ein Südtiroler Bildschnitzer, Bildhauer und Kunstlehrer aus der bekannten Künstlerfamilie Moroder in Gröden.

## Leben
Moroder war Schüler von Franz Haider, Josef Moroder-Lusenberg und Franz Tavella, bei dem er nach seiner Lehrzeit 1900 eingetreten war. Schließlich wirkte er in der Werkstatt der Firma Gebrüder Moroder im Hause Lenert in St. Ulrich in Gröden und als Technischer Leiter in deren Atelier in Offenburg (Baden) (ehemals Werkstatt von Franz Joseph Simmler). In Baden wurden zahlreiche Kirchen mit Altären der Gebrüder Moroder und Statuen in Ludwig Moroders spätgotischem Stil ausgestattet.
Er beteiligte sich maßgeblich an der Ausführung der Gruppe der Hl. Elisabeth von Rudolf Moroder in der Pfarrkirche von St. Ulrich.

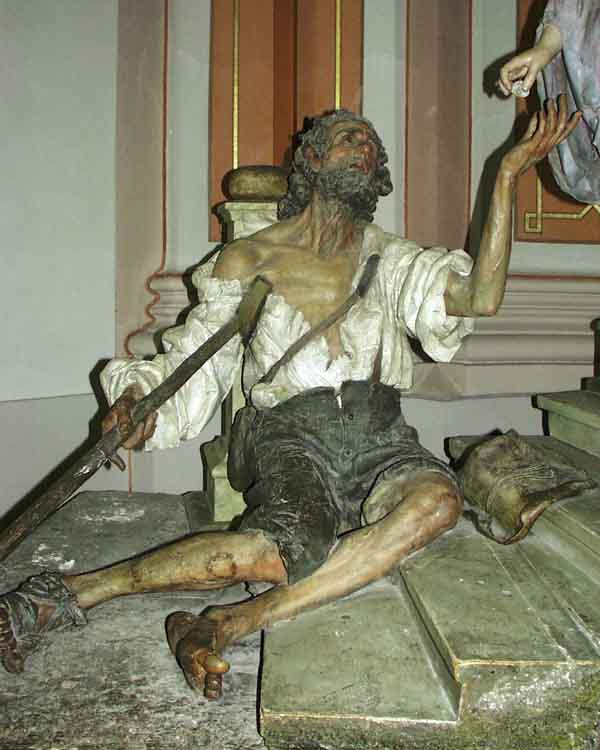
Bettler aus der Gruppe Hl. Elisabeth des Rudolf Moroder

Er heiratete 1911 Adele Moroder, eine entfernte Verwandte, die Tochter Franz Moroders, des Inhabers und Gründers der Fa. Gebrüder Moroder und Schwester von Rudolf Moroder. Ludwig bezog deren Werkstatt zu Lenert, nachdem mehrere Brüder seiner Frau entweder im Ersten Weltkrieg gefallen oder an Krankheit verstorben waren. Aus der Ehe gingen fünf Kinder hervor: Alexander 1913, Maria 1914, Carlo 1917, Pauli 1919 und Alex 1923. Zwei seiner Söhne, Carlo und Pauli, wurden selbst Bildhauer. Alex wurde ein Verfechter des ladinischen Volkstums.
Ludwig Moroder wurde noch 1918 von der Wiener Regierung Professor für Zeichnen, Modellieren und Bildhauerei an der Kunstschule in St. Ulrich in Gröden, wo er 27 Jahre lang unterrichtete, ernannt. Ludwig Moroder wurde künstlerisch von Guido Balsamo Stella, dem Direktor der Kunstschule und Münchner Akademiker, in den Jahren 1924 bis 1927 beeinflusst, und seine Werke erfuhren in der Folgezeit eine weichere und eher klassizistische Stilgebung. Dazu trugen auch häufige Reisen Moroders in die Kunststädte Italiens bei. Ludwig Moroder war 1920 Mitbegründer des Ausstellungsvereins in St. Ulrich.
In Anerkennung seiner Verdienste in der Bildhauerei und Kunsterziehung wurde Ludwig Moroder am 24. April 1935 durch den italienischen König Vittorio Emanuele III. der Titel Cavaliere dell'Ordine della Corona d’Italia verliehen.
1938 stellte Moroder auf der faschistischen Kunstbiennale in Bozen aus.
Nachdem 1943 Südtirol von den deutschen Truppen besetzt wurde und er bei der Option 1939 für den Verbleib in Südtirol votierte, wurde er aus dem Schuldienst entlassen und erst wieder 1945 im Unterricht eingesetzt. 1949 trat er aus Altersgründen in den Ruhestand.
Eine Holzstatue des Künstlers, eine Frau mit Ähren (Allegorie des Sommers) und dem Fascio (Rutenbündel) darstellend, wurde 2005 bei Christie’s, anlässlich der Auktion der Sammlung der Prinzessin Maria Beatrice di Savoia versteigert. Die Statue wurde dem zukünftigen König von Italien Umberto II. 1936 bei einem Besuch in Gröden überreicht.
Schüler in seiner Werkstatt waren der Sohn Paul, der seine Werkstatt übernahm, und Franz Mersa (1909–1974), Bildhauer in Brixen.

## Werke

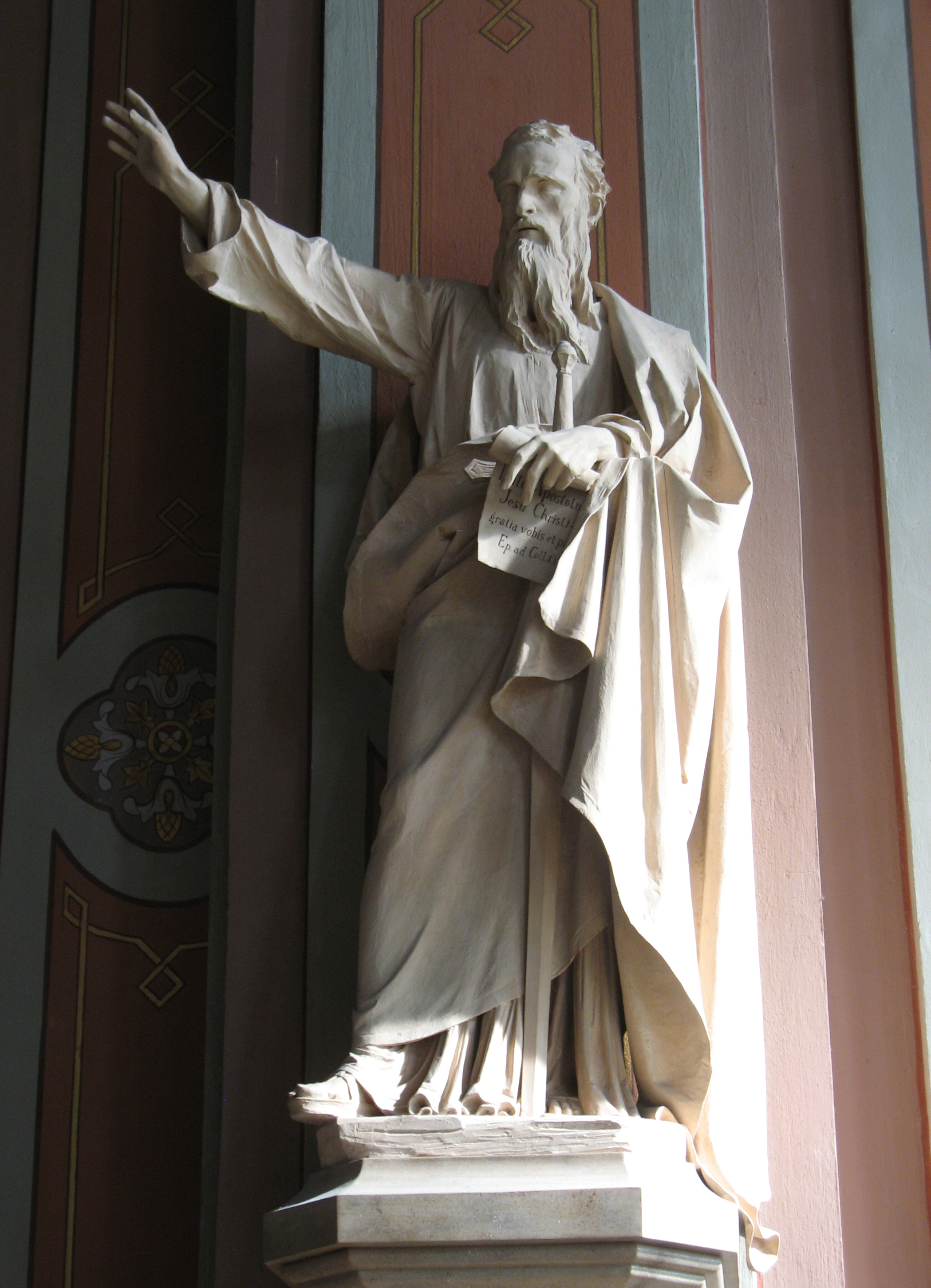
Statue des Apostels Paulus in der Pfarrkirche in St. Ulrich, 1907

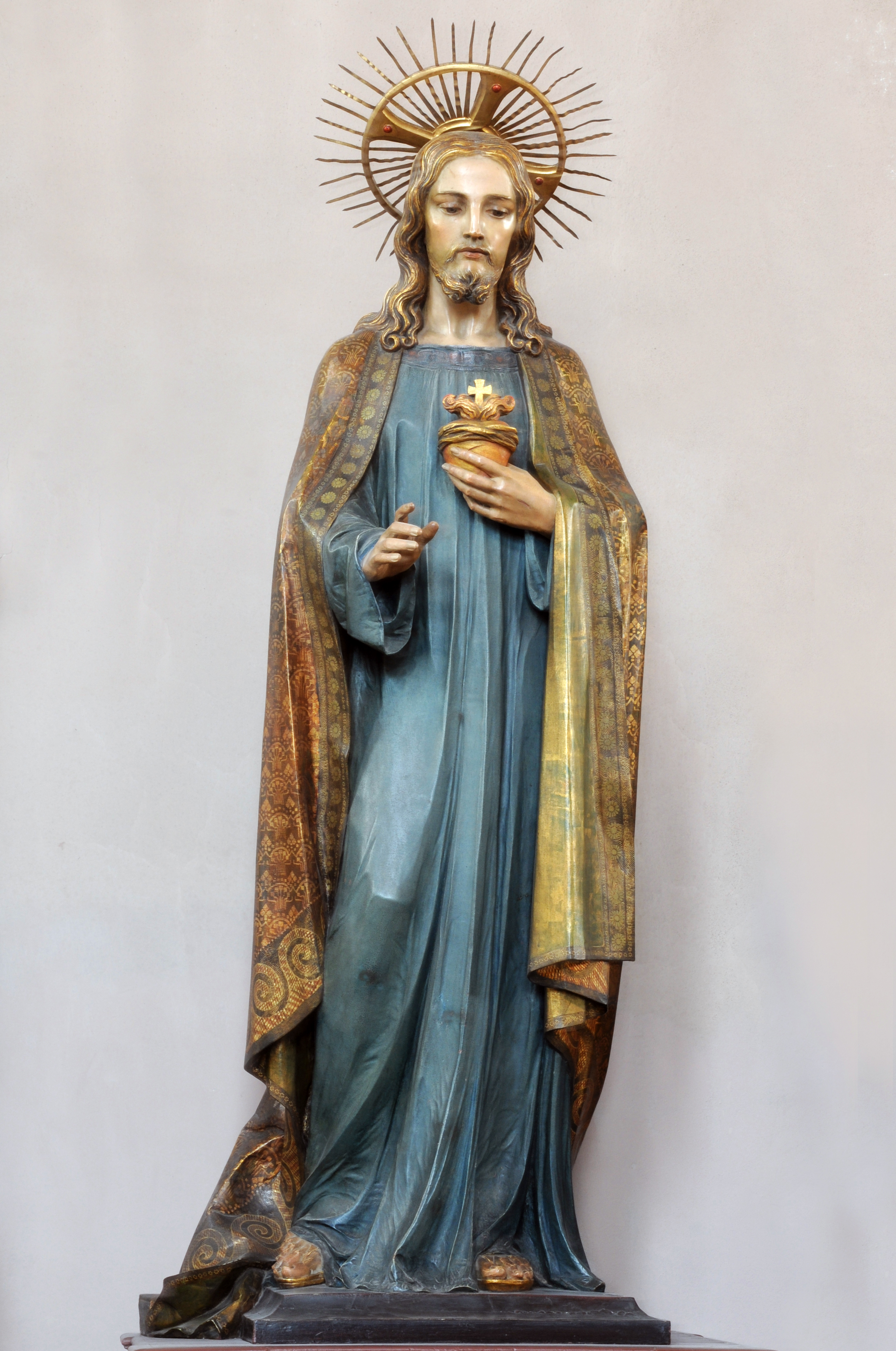
Herz-Jesu in der Pfarrkirche in St. Ulrich, 1914

Bedeutende Werke sind in der Pfarrkirche St. Ulrich in Gröden ausgestellt: Der überlebensgroße hl. Ulrich, die Herz Jesusstatue, der hl. Paulus, die Kreuzigung am Tabernakel des Hauptaltars, der hl Antonius von Padua. In der anliegenden Gefallenenkapelle, gezeichnet von Prof. Adolf Keim, steht eines seiner Meisterwerke die Pietà. In St. Ulrich sind das Johann Baptist Purger Denkmal (Erbauer der Grödner Straße), im Friedhof 1923 ein lebensgroßes Kruzifix am Familiengrab des Franz Moroder, der hl. Franziskus, entstanden 1914 in der Antoniuskirche und im Museum Gherdëina der Einsiedler zu sehen.
Die neugotische Grödner Schnitzschule prägten Josef (1846–1936?) und Ludwig Moroder (1879–1953).
1943 wurde eine Holzstatue des Künstlers, die den hl. Franziskus von Sales darstellt, von den Journalisten der Tageszeitung „Avvenire d’Italia“ Papst Pius XII. als Geschenk überreicht.
1956 wurde das Purger-Denkmal von Ludwig Moroder durch eine Spendenaktion von Vigil Pescosta nachmodelliert und in Bronze gegossen.